# Friedrich von dem Hagen
Friedrich Ferdinand von dem Hagen (* 1. März 1846 in Neuhaldensleben; † 19. April 1926 in Bremen) war preußischer Generalleutnant und zuletzt Kommandeur der 21. Division. Er wechselte am 18. April 1907 von der Namensform "von Hagen" in "von dem Hagen".

## Leben

### Herkunft
Seine Eltern waren der Oberforstmeister Ferdinand von Hagen (1800–1874) und dessen Ehefrau Clementine, geborene von Landwüst (1806–1896). Sein Bruder Hartmann (1835–1899) war preußischer Generalleutnant.

### Werdegang
Er kam 1864 auf das Gymnasium in Stralsund. Anschließend immatrikulierte er auf der Universität Berlin, wo er vom 1. November 1864 bis zum 7. August 1865 Jura studierte. Anschließend ging er am 1. April 1865 als Einjährig-Freiwilliger in das Garde-Grenadierregiment Nr. 1. Dort wurde er am 15. Oktober 1865 zum Unteroffizier, am 11. November 1865 Portepeefähnrich und am 10. Februar 1866 zum Seconde-Lieutenant befördert. Während des Deutschen Krieges von 1866 kämpfte er bei Soor und Schlacht bei Königgrätz. Nach dem Krieg wurde er vom 17. Mai bis um 1. Oktober 1867 in die Schloß-Garde-Kompanie abkommandiert. Nach seiner Rückkehr ins Regiment war er vom 1. Oktober 1869 bis zum 31. Mai 1870 in die Allgemeine Kriegsakademie abkommandiert.
Während des Deutsch-Französischen Krieges kam er dann zum 1. Garde-Grenadier-Landwehrregiment, wo er in das I. Bataillon nach Görlitz kam. Er nahm damit an den Belagerungen von Straßburg und Paris teil sowie den Ausfallgefecht am Mont Valerien. Für den Feldzug erhielt er am 8. Januar 1871 das Eiserne Kreuz 2. Klasse.
Am 1. Oktober 1871 kehrte er auf die Kriegsakademie zurück, wo er bis zum 31. Juli 1873 verblieb. In dieser Zeit wurde er am 9. Januar 1872 als Premier-Lieutenant in das Garde-Grenadierregiment Nr. 3 versetzt. Anschließend war er vom 1. Mai 1874 bis zum 18. Mai 1876 in den Großen Generalstab kommandiert. Danach wurde er am 11. Januar 1877 als Lehrer an die Kriegsschule nach Potsdam versetzt und dazu à la suite des Regiments gestellt, bereits am 17. Januar 1877 kam er an die Kriegsschule nach Kassel. Dort wurde er am 30. August 1877 zum Hauptmann befördert. Am 3. Dezember 1881 wurde er mit Patent zum 30. August 1876 als Kompaniechef in das Grenadierregiment Nr. 12 versetzt. Am 14. Juni 1888 wurde er als Major und Adjutant in das Generalkommando des VI. Armee-Korps versetzt. Am 1. April 1890 kam er als Kommandeur in das Füsilierbataillon des 2. Garde-Regiments zu Fuß. Von dort wurde er am 22. August 1891 als Direktor in die Kriegsschule nach Potsdam versetzt und dazu à la suite des Regiments gestellt. Er stieg dort am 18. April 1893 zum Oberstleutnant auf, bevor er am 16. Juni 1896 zum Oberst befördert zeitgleich als Kommandeur in das Grenadierregiment Nr. 3 kam. Aber bereits am 15. Juni 1899 wurde er mit der Führung der 4. Infanterie-Brigade beauftragt und dazu à la suite des Regiments gestellt. Anschließend wurde er am 3. Juli 1899 zum Generalmajor befördert und als deren Kommandeur ernannt. Er bekam am 18. Januar 1901 den Roten Adlerorden 2. Klasse mit Eichenlaub. Am 1. April 1902 wurde die Brigade zur 2. Infanterie-Brigade gewandelt. Mit seiner Beförderung am 18. Oktober 1902 zum Generalleutnant wurde er Kommandeur der 21. Division in Frankfurt am Main. Er bekam noch am 24. August 1903 den Stern zum Roten Adlerorden und wurde am 15. April 1904 mit Pension zur Disposition gestellt.
Der Generalleutnant von Lewinski schrieb am 1. Januar 1890 in seiner Beurteilung: Ein Offizier von vorteilhaften militärischem Äußeren, guter Veranlagung und durchaus zuverlässigem Charakter. Er hat den Empfehlungen, mit denen er hierher überwiesen wurde, durchaus entsprochen, sich sicher in seine Geschäfte eingearbeitet und leistet in seiner jetzigen Stellung gutes. Taktvoll und diskret hat er schnell mein Vertrauen gewonnen. Er zeigt guten militärischen Blick, richtiges Urteil und Verständnis für taktische Verhältnisse. Er verspricht nach seiner ganzen Persönlichkeit und Beanlagung ein tüchtiger Bataillonskommandeur zu werden und würde sich auch zum Direktor einer Kriegsschule oder zum Kommandeur einer Unteroffizierschule eignen.

### Familie
Hagen heiratete am 12. Oktober 1871 in Gransebieth (Kreis Grimmen) Klara Friederike Wilhelmine von Zanthier (1848–1928). Das Paar hatte mehrere Kinder:
- Clemens Ferdinand Fromhold (* 11. September 1872), nach Chile ausgewandert
- Dietrich Ernst Ulrich Hartmann (* 20. Juli 1878); Bankdirektor, Hauptmann a. D., vermißt 1945
- Helmuth Fritz Wilhelm (* 25. Februar 1876; † 7. November 1954) ⚭ 1910 Bertha Hedwig Auguste Adolfine Wippermann (* 1. Oktober 1878)
- Anna Klara Marie Clementine (* 17. April 1886; † 22. November 1960) ⚭ 1909 Karl-Heinz Frobeen, Oberstleutnant († 1942 Göttingen)